# Чарльз Едвард Спірмен
Чарльз Едвард Спірмен, Член Королівського товариства  (10 вересня 1863 — 17 вересня 1945) — англійський психолог, відомий своєю роботою в галузі статистики, як піонер факторного аналізу та коефіцієнтом рангової кореляції Спірмена. Він також зробив основоположну роботу над моделями людського інтелекту, включаючи свою теорію про те, що різні результати когнітивних тестів відображають єдиний загальний фактор інтелекту , і винайшов термін g-фактор.